# Air Sirin
Air Sirin is een Oekraïense luchtvaartmaatschappij met thuisbasis in Kropyvnytsky.

## Opgericht
Air Sirin werd opgericht in 2005.

## Vloot
De vloot van Air Sirin bestaat uit:
- 1 Antonov AN-24V